# Tango (drank)
Een tango is een zeer eenvoudige cocktail. Men vult een pilsglas tot ongeveer een vijfde met grenadine en daarna gewoon met pilsbier verder, zoals een gewoon pintje.
De drank "Tango" werd in Vlaanderen beroemd dankzij de VRT-serie Vaneigens, waarin vaak een scène aan de toog van café "de Galaxie" in Tienen te zien was. Meestal eindigde het korte stukje toogklap met de hilarische woorden: "Jos, voor mij nog nen tango."
Een populair drankje uit het Dendermondse (België), waarbij 1/5 grenadine aangelengd wordt met Carlserg, heet ‘Woeste Johnny’. Een Woeste Johnny wordt in een trechtervormig glas geserveerd met een strootje. Een leuke eigenschap aan de drank is dat die eerst ‘woest’ gemaakt wordt alvorens te drinken. Het woest maken bestaat erin geleidelijk aan bellen te blazen door het strootje, totdat er zich boven aan het glas een heuse coupe bellen verzamelt. Wanneer de bellen over het glas beginnen te hellen, kan men de Woeste Johnny leegdrinken. De grenadine is dan rijkelijk gemengd met het bier.
In dezelfde categorie aangezoete pilsbieren vinden we ook de "mazout" terug. Bij dit drankje wordt de grenadine door cola vervangen. Een andere variant is de cocktail van pils met bijvoorbeeld 7Up of Sprite, dit wordt een "Kivela", of een "Sneeuwwitje" genoemd, een pintje met bruisend water in (om niet te snel dronken te worden), noemt men een "Spavela" of een "Waterzakje".
In Nederland wordt bier met grenadine ook wel smos genoemd.